# 도시유격대
도시유격대(都市遊擊隊, urban guerrilla)란 도시권 환경에서 비정규전이나 자생적 테러리즘을 통해 반정부 투쟁을 전개하는 조직을 말한다.
도시유격대는 기본적으로 산업화 사회의 산물로서, 은신처 마련이 쉽고 또한 대량소비 사회에 적절한 소외이론을 적용할 수 있는 대규모 도시 집적에 기반해 성장한다.
아일랜드 공화국군(IRA)의 마이클 콜린스가 흔히 근대 도시유격전의 창시자격으로 생각된다. 1919년 IRA는 더블린에서 "분대"라는 암살 전문 조직을 꾸려 더블린 시내의 영국 공작원들을 추적 및 살해했는데 이것을 진정한 의미에서 최초의 도시유격대라고 할 수 있다.
역사적으로 유격전은 본래 농촌 사회의 현상이다. 1960년대까지만 해도 이러한 인식이 일반적이었고, 때문에 쿠바 혁명 이후 쿠바 공산정권은 라틴아메리카의 농촌을 기반으로 혁명사업을 지원했다. 그러나 그 결과는 처참했고 그 과정에서 지도자 체 게바라도 살해당했다.
농촌 지역에서의 유격전 실패 결과 좌익세력은 최대한 많은 대중 앞에서 무작위 테러리즘을 벌임으로써 정부의 억압적 성격을 폭로하여 일반 대중을 혁명투쟁에 포섭하는 것을 목표로 한 무작위 테러리즘을 돌파구로 선택하게 되었다. 브라질의 공산 유격대 국민해방운동의 카를루스 마리겔라가 이러한 이론의 창시자이다. 마리겔라는 1969년 은행을 털다 죽기 전에 《브라질 해방을 위하여》를 저술했다. 이 책에 따르면 도시게릴라가 갖추어야 할 중요한 사항은 다음과 같다.
- 운전, 비행기 조종, 무전기, 전기와 전자에 대한 기술.
- 서류위조 기술과 화학 약품에 대한 풍부한 지식.
- 각종 총기류에 대한 조작기술과 박격포 등 중화기 그리고 각종 폭약과 폭발물에 대한 지식.
- 각종 무기류와 지뢰 등에 대한 수리와 제작에 대한 지식 및 다리와 철도 폭파 기술에 대한 지식.

1970년에 이 책이 프랑스어로 변역되었을 때 프랑스 정보부는 판매와 배포를 금지시킨 적도 있었지만 그의 책자는 여러 언어로 번역되어 쿠바의 심리전 기관에 의해 세계 각국으로 배포되어 현대적인 테러리즘과 게릴라의 교본으로 활용되고 있다.

## 같이 보기
- 유격전
- 분란전
- 테러리즘
- 위장술책 작전
- 화염병
- 시가전